# L'Acqua di Fiori
L'Acqua di Fiori é uma rede de lojas brasileira especializada em perfumes, cosméticos, produtos de banho e maquiagem fundada em 1980 em Minas Gerais.  por Marlene Mesquita e Leopoldo Mesquita. 